# Nepetoideae
Nepetoideae é uma subfamília botânica da família lamiaceae constituida por nove tribos:
- Tribo Elsholtzieae

Gêneros:Elsholtzia | Perilla | Perillula | Collinsonia | Keiskea |                            Mosla
- Tribo Lavanduleae

Gêneros:Lavandula
- Tribo Mentheae

Gêneros: Acinos | Mentha | Lycopus | Hyssopus | Calamintha | Origanum | Bystropogon| Ziziphora | Thymus | Satureja | Melissa |Hedeoma |Prunella | Meriandra
- Tribo Lepechinieae

Gêneros: Lepechinia
- Tribo Hormineae

Gêneros: Horminum
- Tribo Nepeteae

Gêneros:Cedronella | Nepeta | Glechoma | Dracocephalum | Hymenocrater | Lallemantia | Monarda
- Tribo Salvieae

Gêneros: Salvia | Rosmarinus
- Tribo Catoferieae

Gêneros: Catoferia
- Tribo Ocimeae

Gêneros: Hyptis | Hyptidendron | Basilicum | Orthosiphon | Plectranthus